# Крутченська Байгора
Крутченська Байгора (рос. Крутченская Байгора) — село в Усманському районі Липецької області Російської Федерації.
Населення становить 629  осіб. Належить до муніципального утворення Крутче-Байгорська сільрада.

## Історія
З 13 червня 1934 до 1954 року у складі Воронезької області. Відтак входить до складу Липецької області.
Згідно із законом від 2 липня 2004 року №114-оз органом місцевого самоврядування є Крутче-Байгорська сільрада.

## Населення
| 2010 | 2011 | 2012 | 2013 | 2014 | 2015 | 2016 |
| ---- | ---- | ---- | ---- | ---- | ---- | ---- |
| 728  | →728 | ↘712 | ↘682 | ↘655 | ↘634 | ↘627 |
| 2017 | 2018 |      |      |      |      |      |
| ↘622 | ↗629 |      |      |      |      |      |